# Liesbeth Krzok
Liesbeth Hilde Gertrud Krzok (* 4. Oktober 1909 in Bautzen; † 1979) war eine Krankenschwester im KZ Ravensbrück.

## Leben
Liesbeth Krzok, gelernte Krankenschwester, war zum 1. Februar 1928 der NSDAP beigetreten (Mitgliedsnummer 74.823) und ab 1935 in der NS-Schwesternschaft. Ab Mai 1939 verrichtete sie Dienst im KZ Lichtenburg und wurde im Sommer 1939 im neu errichteten KZ Ravensbrück bis zum September 1940 eingesetzt. Nach drei Jahren folgte am 15. August 1943 ein erneuter Einsatz im KZ Ravensbrück bis zum September 1944. Hier war sie auch an experimentellen Operationen an Häftlingen beteiligt. Anschließend war Krzok im Ravensbrücker Nebenlager Neubrandenburg bis zum 1. April 1944 im Krankenrevier tätig.
Nach Kriegsende wurde Krzok im Hamburger „Curiohaus“ vor einem britischen Militärgericht im vierten Ravensbrück-Prozess wegen der Misshandlung von alliierten Staatsangehörigen angeklagt und zu vier Jahren Haft verurteilt. Die Bestätigung dieses Urteils erfolgte am 3. Juli 1948.
Liesbeth Krzok wurde am 3. Februar 1951 wegen guter Führung vorzeitig aus der Haft entlassen. Über ihren weiteren Lebensweg ist nichts bekannt.